# Jean-Pierre Jouyet

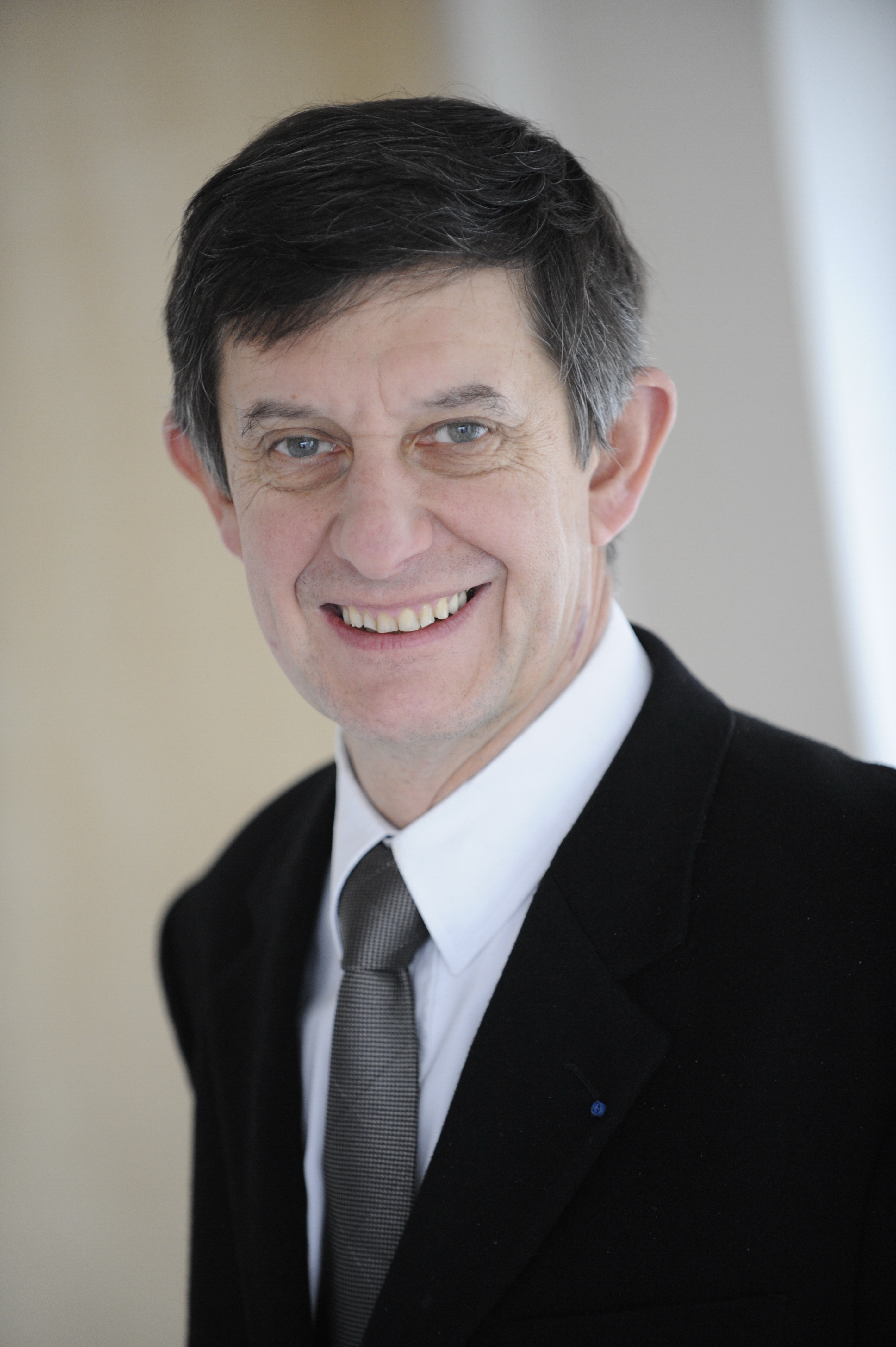
Jean-Pierre Jouyet (2009)

Jean-Pierre Jouyet (* 13. Februar 1954 in Montreuil) ist ein französischer Regierungsbeamter und Diplomat. Er war 2007 bis 2008 Staatssekretär für Europäische Angelegenheiten, anschließend bis 2012 Präsident der französischen Finanzmarktaufsicht Autorité des marchés financiers und dann Generaldirektor der Caisse des Dépôts.
Während der Präsidentschaft von François Hollande war Jouyet von 2014 bis 2017 Generalsekretär des Élyséepalastes (Leiter des Präsidialamtes), danach französischer Botschafter im Vereinigten Königreich und von 2019 bis 2020 Ständiger Vertreter Frankreichs bei der OECD.

## Leben und Karriere
Jouyet graduierte zunächst am Sciences Po in Paris auf dem Gebiet des Öffentlichen Rechts; 1980 schloss er sein Studium an der Grande école École nationale d’administration (ENA) im gleichen Jahr wie François Hollande, Ségolène Royal und Dominique de Villepin ab (Jahrgang „Voltaire“).
Anschließend trat er als Finanzinspekteur in den Staatsdienst. Er arbeitete im französische Wirtschafts- und Finanzministerium, wo er das Referat für Fiskalgesetzgebung leitete und 1983 bei der Vereinfachung des französischen Steuersystems mitwirkte. Parallel lehrte er von 1981 bis 1988 als Dozent an der Sciences Po. Von 1988 bis 1991 war er Stabschef des Industrieministers Roger Fauroux.
Zwischen 1991 und 1995 war er bei der Europäischen Kommission tätig, zuletzt als Kabinettschef von Jacques Delors (PS), dem damaligen EU-Kommissionspräsidenten. Danach arbeitete er zwei Jahre als Rechtsanwalt.

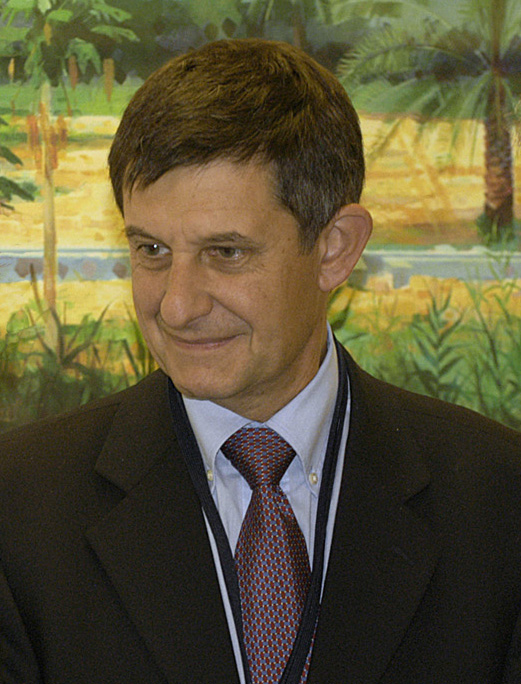
Jouyet im Jahr 2003

Nachdem er von 1997 bis 2000 als stellvertretender Stabschef unter Premierminister Lionel Jospin (PS) fungierte, kehrte er ins Finanzministerium zurück, wo er vier Jahre als Directeur du Trésor (Schatzmeister) tätig war, bis ihn der neue Finanzminister Nicolas Sarkozy (UMP) durch seinen Vertrauten Xavier Musca ersetzte. Darüber hinaus war Jouyet bis 2005 Vorsitzender des Pariser Clubs, der zwischen Gläubigern und in Zahlungsschwierigkeiten geratenen Schuldnerländern vermittelt. In dieser Position war er an Schuldenerlassvereinbarungen mit dem Irak und Nigeria beteiligt. Im Jahr 2005 war er kurzzeitig Präsident der französischen Tochter der Barclays Bank, kehrte dann aber als Leiter der Generalinspektion der Finanzen (IGF) in den Staatsdienst zurück.
Am 18. Mai 2007 wurde Jean-Pierre Jouyet in der Regierung von Premierminister François Fillon zum Staatssekretär für Europäische Angelegenheiten unter Außenminister Bernard Kouchner ernannt, in dieser Position wurde er zuweilen auch als französischer „Europaminister“ bezeichnet. Seine Vorgängerin in der Regierung Dominique de Villepin war Catherine Colonna. Sein Gegenüber auf deutscher Seite war der Staatsminister für Europa im Auswärtigen Amt, Günter Gloser. Nachfolger als Staatssekretär für Europafragen wurde am 12. Dezember 2008 Bruno Le Maire.
Unmittelbar im Anschluss wurde Jouyet zum Präsidenten der Finanzaufsichtsbehörde Autorité des marchés financiers (AMF) ernannt. Im Juli 2012 wechselte er an die Spitze des staatlichen Finanzinstituts Caisse des Dépôts et Consignations (CDC), das er knapp zwei Jahre leitete. Dann tauschte er mit Pierre-René Lemas die Ämter: Während dieser Generaldirektor der CDC wurde, ernannte Staatspräsident François Hollande am 16. April 2014 Jouyet zum Generalsekretär des Elyséepalastes, d. h. Leiter des französischen Präsidialamtes. Mit dem Ende von Hollandes Präsidentschaft im Mai 2017 endete auch diese Funktion Jouyets, der neue Präsident Emmanuel Macron entsandte ihn stattdessen im November 2017 als französischen Botschafter nach London, wo er Sylvie-Agnès Bermann ablöste. Zwei Jahre später trat Jouyet einen neuen Posten als Ständiger Vertreter Frankreichs bei der Organisation für wirtschaftliche Zusammenarbeit und Entwicklung (OECD) in Paris an. Diesen hatte er bis zu seinem Eintritt in den Ruhestand im September 2020 inne.